# A. Molling & Comp.

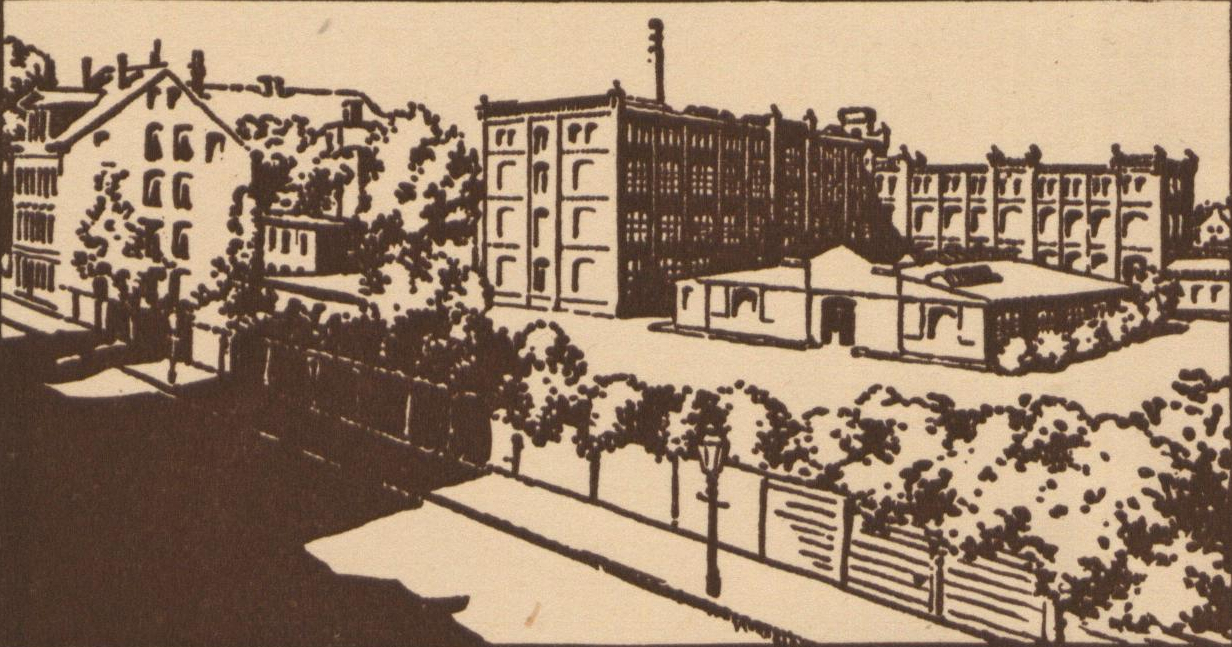
Um 1913: Linolschnitt-artige Skizze des Geländes und der Gebäude des Druck- und Verlagshauses am Schneiderberg

Die Lithographische Kunst- und Verlags-Anstalt Hannover A. Molling & Comp. war eine international tätige Druck- und Verlagsgesellschaft in Hannover und Berlin.

## Geschichte

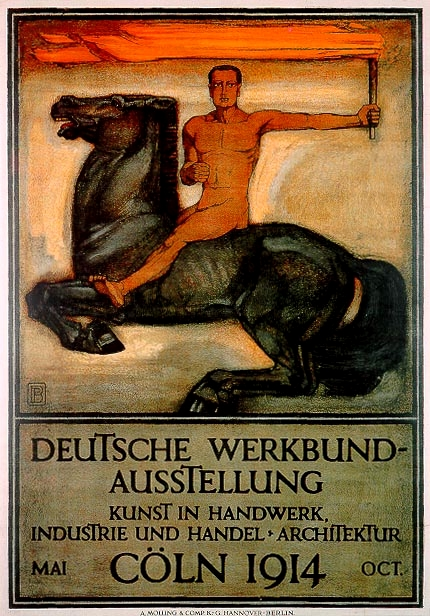
Plakat für eine Ausstellung des Deutschen Werkbundes 1914 in Köln; Entwurf: Peter Behrens; Lithographie/Steindruck:
A. Molling & Comp. KG Hannover-Berlin

Der jüdische Bankier Adolf Molling (20. November 1830 bis 9. Oktober 1894) gründete 1887 sein Unternehmen A. Molling & Comp. Mit einem eigenen Druckereigebäude am Schneiderberg in der Nordstadt war es bald eine der größten Druckereien in Hannover. Produziert wurden anfangs unter anderem „Plakate, Postkarten, Grußkarten, Zeitschriften, Verpackungen sowie Bilder- und Malbücher“, und ab circa 1900 verlegte die Gesellschaft auch eigene Kinderbücher.
Spätestens 1901 wurde die Firma in eine Kommanditgesellschaft umgewandelt, wie der Druckvermerk einer Dissertation belegt. Von 1906 bis 1917 war Adolf Mollings Enkel Franz Rosenberg (1879–1934) Teilhaber des Unternehmens. Er reiste in jenen Jahren mehrfach mit dem Schiff nach New York.
Kurz nach der Jahrhundertwende meldete Molling & Comp. ein Patent an: „Mit Reklamedruck versehener immerwährender Kalender in Verbindung mit einer farbigen Kalender-Rückwand“ lautete die Eintragung beim Kaiserlichen Patentamt 1903.
„Verlagsartikel in der ganzen Welt vertreten“, warb Molling 1904 in einem eigenen Katalog. Nachdem Molling & Comp. für das international tätige Londoner Unternehmen Raphael Tuck & Sons Bücher gedruckt hatte, wurden dessen Motive bald auch für eigene Buchproduktionen genutzt.
In der Zeitschrift Die Woche bewarb das Unternehmen 1912 seine

„Reiche Auswahl an originellen und künstlerischen Mal- und Bilderbüchern nach Originalen namhafter Künstler.“

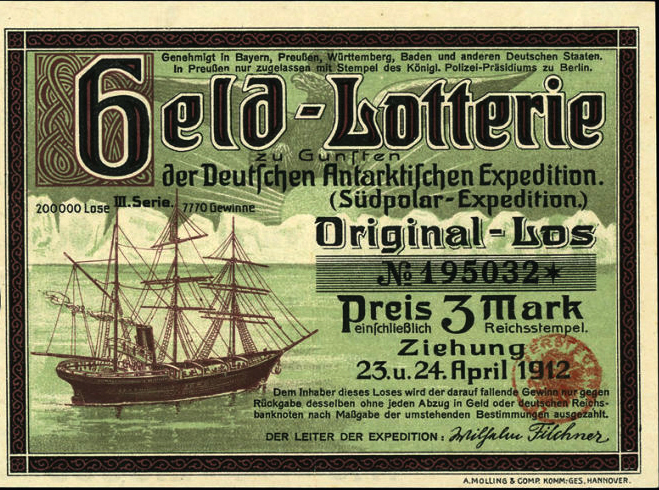
Lotterie-Los für die Zweite Deutsche Antarktisexpedition mit der Deutschland und der faksimilierten Unterschrift des Expeditionsleiters Wilhelm Filchner; um 1912

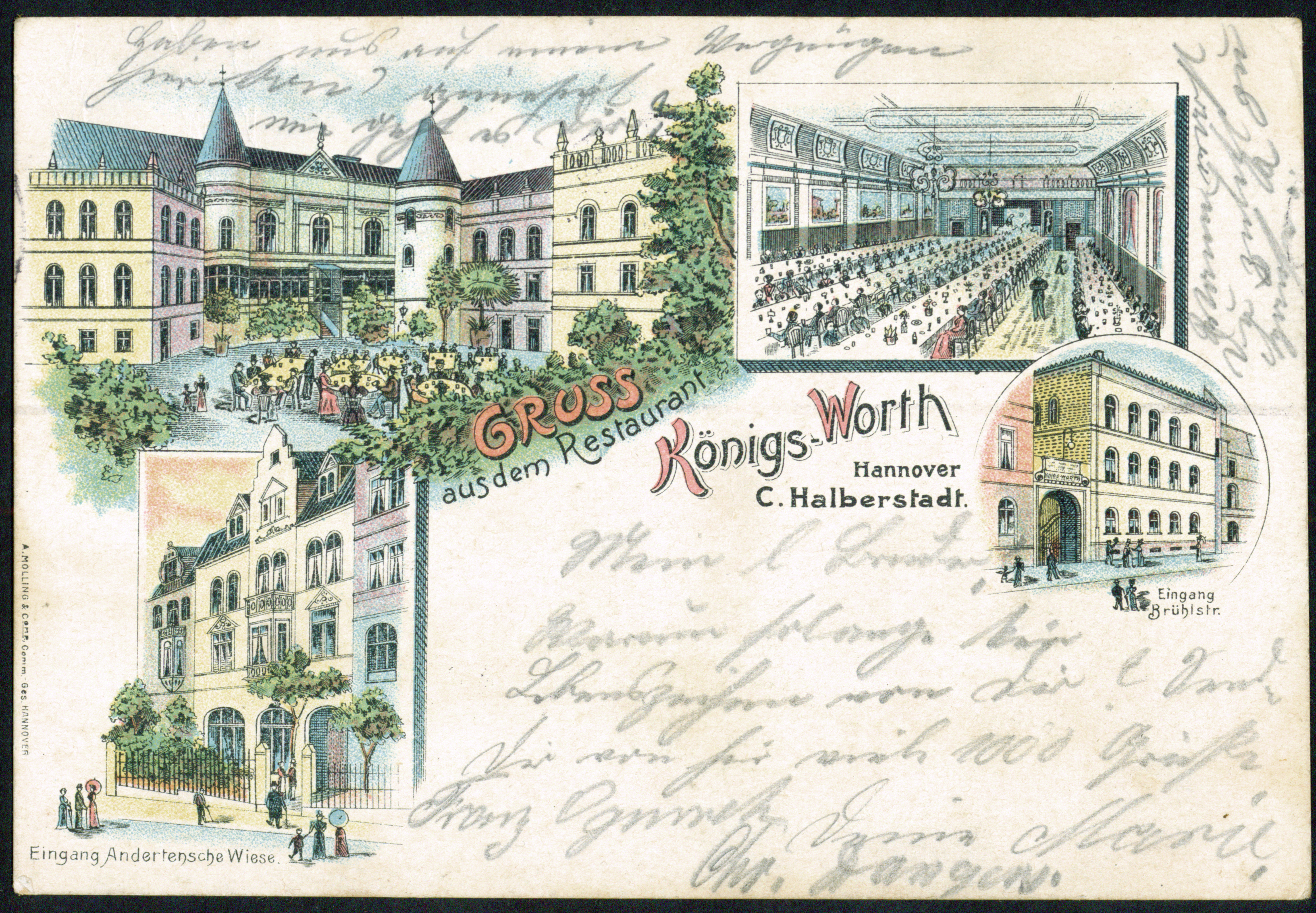
Lithografierte Ansichtskarte aus dem Verlag A. Molling & Comp. Comm. Ges.
Motiv Restaurant Königsworth, Brühlstraße / Andertensche Wiese, befördert 1911

„Klostergang“ mit Beginenturm;
Steindruck von Ernst Jordan, um 1920

Die Illustrationen für die Bilderbücher des Verlages stammten von Grafikern wie etwa Walther Caspari, Hanns Anker, Hellmut Eichrodt, Eugen Osswald oder Heinrich Eduard Linde-Walther. In der Druckerei Molling arbeitete Kurt Schwitters gemeinsam mit der Künstlerin Käthe Steinitz an der Gestaltung seiner Märchen vom Paradies, sammelte „im Keller des imposanten Druckereigebäudes […] Fehldrucke für seine Kunstwerke“.
Auch traditionsbewußte, ja konservative Künstler wie etwa Ernst Jordan ließen bei Molling produzieren.
Spätestens 1914 betrieb das Unternehmen eine Zweigstelle in Berlin, wie der Zudruck auf einem Plakat für die Ausstellung des Deutschen Werkbundes in Köln belegt. Die Firma hielt bedeutende Aktien-Anteile an der Lithographisch-Artistischen Anstalt München, vorm. Gebrüder Obpacher AG und war mit zwei Sitzen in deren Aufsichtsrat vertreten.
1920 druckte die A. Molling Comp. das im Januar des Jahres erschienene „Hannoverheft“ der Zeitschrift Das Plakat. Zeitschrift des Vereins der Plakatfreunde e. V. mit dem Titelbild von Ferdy Horrmeyer.
Auch nach dem Tod des Firmengründers blieb das Unternehmen international ausgerichtet: So gehörte zum Verlagsprogramm eine Serie von zehn Märchenbüchern, die teilweise in mehreren Sprachen erschienen und so ihre internationale Verbreitung fanden (bis Anfang 2012 wurden Verlagsprodukte in neun verschiedenen Sprachen nachgewiesen). „Auch in der für jüdische Betriebe äußerst schwierigen Zeit des Nationalsozialismus versuchte A. Molling & Comp. diese internationale Produktion aufrechtzuerhalten“. Doch nach der „Arisierung“ der Druckerei 1939 und der erzwungenen Emigration der Inhaber geriet das Unternehmen beinahe in völlige Vergessenheit: „Selbst die Nachkommen der Familie wussten bislang wenig über die Firma“.

## Ausstellungen
- In einer Ausstellung vom 18. Januar bis zum 15. April 2012 (siehe das Ausstellungs-Faltblatt bei den Weblinks) präsentierte das Historische Museum Hannover „eine von der Forschung bisher wenig beachtete Serie von zehn Märchenbüchern [… als] Bilderbuchkunst in großem Format und bester Qualität […] zum ersten Mal zusammen“. Zum Programm gehörten auch Führungen.[2]

## Werke (unvollständig)

### Kinderbücher
Den Auftakt zu der Kinderbuch-Serie von A. Molling & Co. bildete
- Aschenbrödel,[2] mit Illustrationen von Hanns Anker[12]
  - Cinderella, die US-amerikanische Ausgabe, um 1914[12]
- Lust und Scherz für's Kinderherz, Text von Marie Ille-Beeg, gemalt von W. Zirges
- Vom dicken fetten Pfannekuchen (6 Blatt, überwiegend illustriert von Heinrich-Eduard Linde-Walther, 34 cm, mit Frakturschrift), ohne Jahr (1920)[1]
- Ein Streifzug durch Ostasien[2]
- Kling-Klang. Das tönende Bilderbuch[13]
- Das Reich der Kinder[13]
- Dideldumdei, 16 farb. Bildern von Linde-Walther. Mit Versen von L. Linde (1921)[14]
- Karl Rohr: Beim Osterhasen, [Eingedrückte farbige] Bilder und Reime [auf Pappe, ausgestanzt][14]
- Gullivers Reisen von Jonathan Swift
- Der Streik der Tiere  von Max Brinkmann und Frank Jüttner

### Verschiedene
- Hans Kaiser (Hrsg.): Das Hohe Ufer, spätexpressionistische Monatszeitschrift, Verlag Ludwig Ey, Jhrg. 1919–1920[15]
- Hans Borth: Deutsche Schiffahrt in Wort und Bild, Hannover 1902, Verlag A. Molling & Co.[16]